# フランシス・ペラム (第7代チチェスター伯爵)
第7代チチェスター伯爵フランシス・ゴドルフィン・ヘンリー・ペラム（英語: Francis Godolphin Henry Pelham, 7th Earl of Chichester 1905年3月23日 - 1926年11月22日）は、イギリスの貴族。
父は第6代チチェスター伯爵ジョスリン・ペラム、母はルス（旧姓バクストン）。イートン校からオックスフォード大学トリニティ・カレッジに進学。1926年、父の死に伴い爵位を継承したが、そのわずか9日後に肺炎で死去。爵位は弟のジョンが継いだ。